# Achyranthes rubro-lutea
Achyranthes rubro-lutea är en amarantväxtart som beskrevs av Lopr. Achyranthes rubro-lutea ingår i släktet Achyranthes och familjen amarantväxter. Inga underarter finns listade i Catalogue of Life.